# Crise moderniste
|  |

La crise moderniste, ou controverse moderniste, est un conflit d'idées au sein de l'Église catholique entre la Tradition avec son épistémologie scolastique et les tenants d'un modernisme.
Au sens strict,, elle commence en 1902 avec la publication de L'Évangile et l'Église d'Alfred Loisy et est tranchée le 10 septembre 1907 sur le plan magistériel par l'encyclique du pape Pie X Pascendi Dominici gregis qui accuse le modernisme d'être le carrefour de toutes les hérésies.
Toutefois, la majorité des historiens fait remonter les ferments de la crise à la seconde moitié du XIXe siècle et estime qu'elle perdure jusqu'au début de la Première Guerre mondiale. Une série de mesures de répression frappe à cette époque les théologiens accusés de modernisme, par exemple l'excommunication de George Tyrrell en 1907 et de Loisy en 1908, la mise à l'index de publications jugées progressistes, l'éviction d'enseignants considérés comme proches du libéralisme et enfin l'obligation de prêter le « serment antimoderniste ». Les questions soulevées par cette controverse ont continué d'animer plus ou moins ouvertement les débats théologiques jusqu'au concile Vatican II (1962-1965).
La crise affecte principalement trois pays européens — la France, le Royaume-Uni et l'Italie — en présentant chaque fois une « physionomie particulière ».

## Origines de la crise

### Avant la crise
Durant le pontificat de Pie IX, la bulle pontificale Ineffabilis Deus de 1854 sur l'Immaculée Conception porte sur le péché originel. Celui-ci n'avait jusqu'alors pas fait l'objet d'une quelconque dogmatisation, même si la doctrine du péché originel avait, elle, une influence importante. Dix ans plus tard, dans le Syllabus accompagnant l'encyclique Quanta cura, Pie IX s'insurge contre la liberté des sciences et de la philosophie. Le Syllabus condamne la proposition suivant laquelle « tous les dogmes de la religion chrétienne sans distinction sont l'objet de la science naturelle ou philosophie » (proposition IX).
La publication de L'Origine des espèces (1859) par Charles Darwin a de son côté eu un fort retentissement sur l'intelligentsia mondiale et ruine les théories créationnistes qui datent la création du monde à 6 000 ans environ par une lecture littérale de la Bible.
En 1893, l'encyclique Providentissimus Deus de Léon XIII exprime une condamnation du rationalisme et de la critique radicale.

### Contexte politique

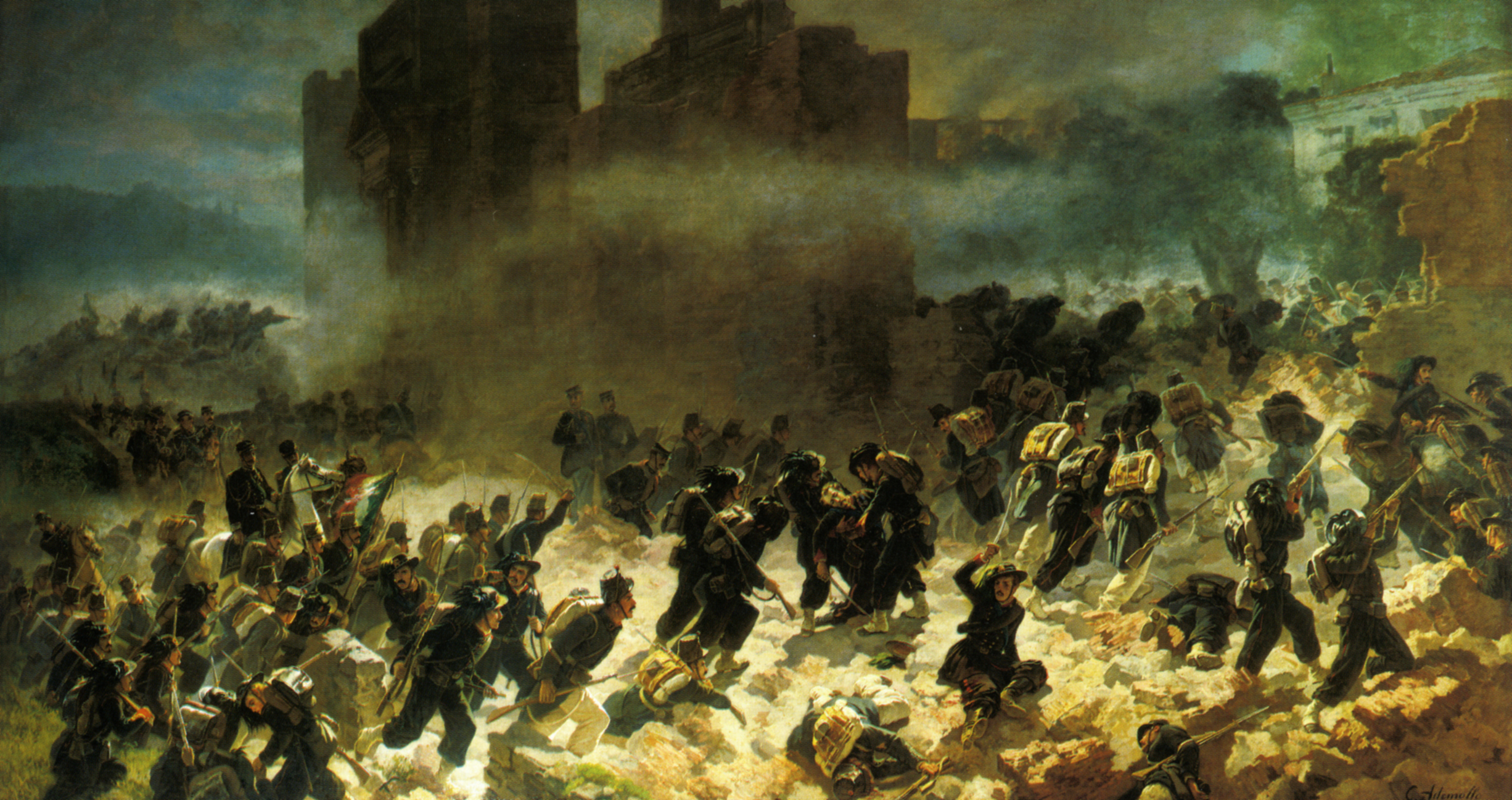
Le 20 septembre 1870, les troupes piémontaises prennent Rome en y pénétrant par la brèche de la Porta Pia.

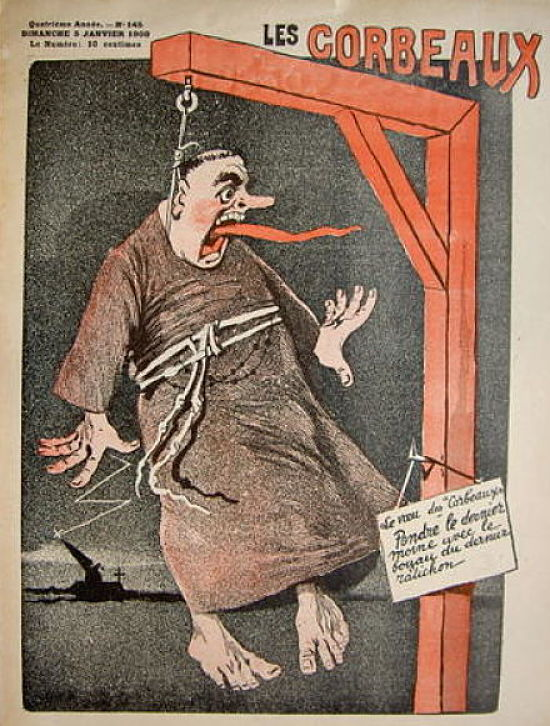
Les Corbeaux, revue satirique anticléricale (1904-1909).

Les bouleversements politiques en Europe au XIXe siècle et au début du XXe siècle s'ajoutent à l'évolution des sciences pour former l'arrière-plan de la crise.
À la suite du Ralliement tenté par Léon XIII, se créent en France (avec Albert de Mun) des « partis religieux » à la fois catholiques et républicains, mais ceux-ci sont un échec. Pie IX avait renforcé la congrégation de l'Index, qui jouera un grand rôle dans sa lutte contre le libéralisme et le modernisme. En France, les lois sur les congrégations religieuses en 1901 ont pour effet d'éloigner un peu plus le clergé de l'enseignement général et la plupart d'entre elles sont expulsées de France. Enfin, en 1905, l'Assemblée nationale vote la loi de séparation des Églises et de l'État.
Or, remarque Pierre Colin, l'Église catholique « a peine à abandonner l'idée d'une alliance de l'État et de l'Église, ou d'une position privilégiée du catholicisme religion vraie, dans l'État. Mais d'autre part, elle a également peine à accepter les règles du débat public. Surtout quand le débat porte sur les réalités mêmes de la foi, comme c'est le cas pour les sciences religieuses ». C'est donc une Église fragilisée et traumatisée qui va devoir affronter « la mise en question de son passé et des textes fondateurs par une histoire et une exégèse, qui semblent pactiser avec l'adversaire extérieur ».

### Lectures de la Bible
L'activité des exégètes protestants ne permet plus de considérer les évangiles canoniques comme une source unique non plus que comme un témoignage historique. Une partie d'entre eux s'interrogent sur le point de savoir si la divinité de Jésus de Nazareth doit être prise littéralement ou renvoyée à une dimension symbolique.
Cette querelle résulte notamment de l'évolution de la lecture de la Bible au XIXe siècle et des premiers développements de la recherche sur le Pentateuque. Ces débuts sont matérialisés d'une part par la publication de l'hypothèse documentaire de Julius Wellhausen et, d'autre part, par une série de recherches, regroupées sous le nom de quête du Jésus historique, qui sont une conséquence des nombreux travaux inaugurés au XVIIIe siècle sur le problème synoptique.

### Acteurs de la crise
Le terme de « modernisme » apparaît en 1904 dans la presse italienne, tout en existant de fait dans les milieux catholiques depuis plusieurs années. Il regroupe des initiatives individuelles et des courants différents qui visent tous à combler le fossé entre l'enseignement traditionnel de l'Église et les sciences profanes aussi bien que religieuses, en particulier l'exégèse historico-critique. Le mot figure dans l'encyclique Pascendi Dominici gregis (8 septembre 1907), où Pie X dénonce le « modernisme » en tant que « synthèse de toutes les hérésies ».
Même si la crise moderniste est d'une ampleur européenne, elle se manifeste différemment selon les pays : elle revêt en Italie un caractère social et politique, tandis qu'en France, son foyer d'origine, elle s'exerce dans le domaine de l'exégèse biblique; avec son principal représentant, Alfred Loisy (1857-1940), mais aussi de la théologie, de la philosophie…
Lui font écho en Angleterre George Tyrrell (1861-1909), anglican converti au catholicisme et devenu jésuite, ou encore Maude Petre (1863-1942), religieuse catholique, auteur moderniste.
Maurice Blondel (1861-1949), bien que n'étant pas exégète, est avec Loisy l'un des acteurs les plus importants de cette crise où il intervient comme laïc engagé.
Friedrich von Hügel (1852-1925), exégète et philosophe catholique influent dans le courant moderniste, est un Britannique d'origine autrichienne, polyglotte, ce qui lui permet de discuter avec des acteurs de toutes nationalités. Lui aussi est un laïc engagé.
En Italie, Ernesto Buonaiuti (1861-1946), prêtre catholique, historien du christianisme, philosophe de la religion et théologien, est considéré comme la figure de proue du modernisme, ainsi que Umberto Fracassini (1862-1950) et Antonio Fogazzaro (1842-1911), dont le roman moderniste Le Saint remporta un grand succès en Italie et en France.

## Affaire Loisy
Alfred Loisy, prêtre et professeur d'exégèse biblique à l'Institut catholique de Paris, perd sa chaire à la suite de la publication de sa leçon de clôture de l'année 1891-1892, qui s'intitule La composition et l'interprétation historique des livres saints. Il y affirme notamment que « les premiers chapitres de la Genèse ne contiennent pas une histoire exacte et réelle des origines de l'humanité », que « le Pentateuque, en l'état où il nous est parvenu, ne peut pas être l'œuvre de Moïse », que « tous les livres de l'Ancien Testament et les diverses parties de chaque livre n'ont pas le même caractère historique ».

### Adolf von Harnack
Un livre, L'Essence du christianisme (1901), d'Adolf von Harnack (1851-1930), professeur protestant à l’université de Tübingen, connaît une notoriété qui dépasse le cercle des lecteurs allemands. C'est un phénomène éditorial : 75 000 exemplaires vendus en 1903 pour une traduction en 15 langues.
Harnack considère que, pour saisir l'essence du christianisme, il faut en étudier les origines. Mais celui-ci pour perdurer a dû s'installer dans le temps et « Une religion ne peut vivre sans corps » estime Harnack. Il y a une dérive à partir de l'Évangile, une hellénisation du christianisme tant dans sa forme catholique qu'orthodoxe, qui rend ces deux Églises infidèles à l'Évangile, ce que Loisy va contester. Cette essence, c'est une expérience que chaque chrétien doit refaire, à l'exemple de Jésus. Celui-ci n'annonce pas le Fils mais le Père, sa filiation divine réside dans sa proximité avec Dieu.
Pour Harnack, l'erreur du catholicisme a été de transformer le christianisme en doctrine, en introduisant une « nature humaine-divine du Christ complètement étrangère à l'Évangile ». Pour Harnack, toujours, « Jésus est profondément convaincu de connaître Dieu comme personne ne l'a connu ».

### Élément déclencheur:L'Évangile et l'Église

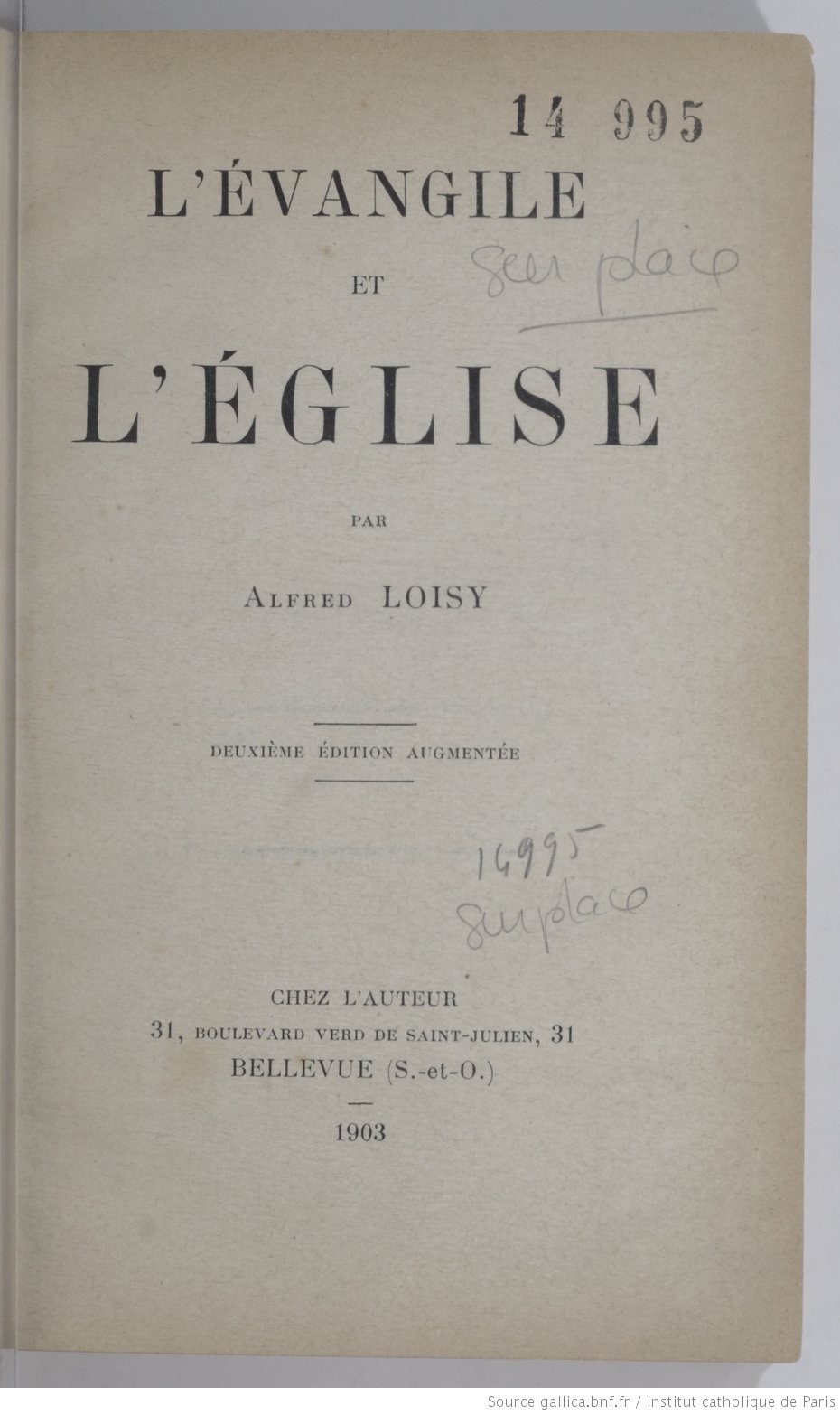
L'Évangile et l'Église (10 novembre 1902), édition de 1903.

Loisy répond à Harnack dans L'Évangile et l'Église (1902), avec deux objectifs : l'envie de contredire le professeur Harnack et la défense de l'Église catholique.

#### Polémique surL'Essence du christianisme
En historien, Loisy oppose à l'historien allemand ce qu'il voit dans les textes des évangiles : « Jésus n'a prêché rien d'autre que l'imminence de la venue du Royaume — pour cette génération ». Ensuite, est venue l'Église. Faute de le voir, Harnack est incapable de poser l'idée d'un véritable développement de l'Église.
L'Évangile et l'Église (réédité quatre fois entre 1902 et 1919), est essentiellement connu par la phrase : « Jésus annonçait le Royaume et c'est l'Église qui est venue. » Par là, Loisy veut signifier que le Christ était convaincu que la fin des temps était imminente et était donc « éloigné de tout projet de former une communauté, de fonder une Église ». Mais cette attente de la fin des temps s'est révélée vaine et ses disciples ont bien été obligés d'en tirer les conclusions, soit « se donner une organisation, fonder une Église avec des dogmes, des rites, des structures qui ne sont rien d'autre que la tentative d'adapter l'Évangile aux circonstances  ».
Loisy distingue les synoptiques et l'Évangile selon Jean. Il considère ce dernier comme : « une interprétation théologique et mystique de l'Évangile ». Il y a d'abord une première couche, une fable simple et claire concernant la venue du Royaume, proche d'un récit. Puis s'ajoute une première interprétation des synoptiques. Enfin, avec Jean, l'allégorisation va plus loin en vue d'« exprimer une doctrine mystique où la prédication du royaume est entièrement transposée, transformée, réalisée ». Loisy pense aussi que Jean prend le contrepied de Philon d'Alexandrie : « Il diffère essentiellement de la gnose, qui substituait à l'Évangile un système philosophique où la vie et la mort du Sauveur s'évanouissait en un rêve transcendant ».

#### De l'opposition à Harnack à la mise en cause des dogmes
La difficulté vient du fait que Loisy, en réduisant Jésus au Messie, met en cause la divinité du Christ dans la mesure où il est encore difficile de parler de lui comme le Fils de Dieu puisqu'il n'a pas une conscience claire de sa mission et place toute son annonce « sous le signe d'un événement qui ne s'est pas vérifié ».

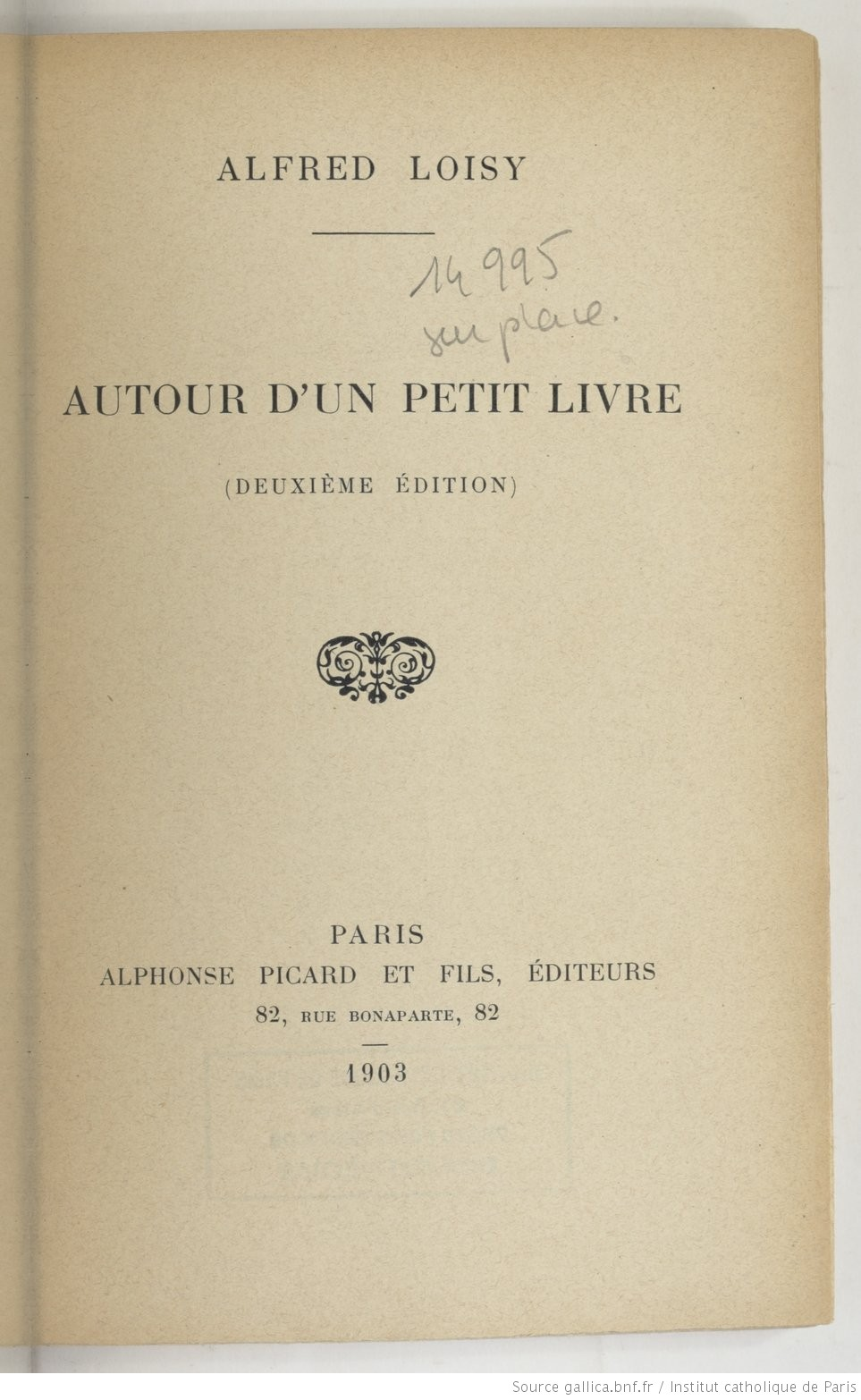
Autour d'un petit livre (octobre 1903).

Devant les réactions, et sur les conseils de ses amis l'évêque d'Albi Eudoxe Mignot et Friedrich von Hügel, Loisy publie l'année suivante Autour d'un petit livre, quelques réflexions sous forme de lettres pour expliquer la visée de L'Évangile et l'Église. L'ouvrage est à nouveau un succès de librairie mais accentue encore le décalage avec la théologie de l'Église catholique.
Dans Autour d'un petit livre, Loisy développe l'idée que si l'exégèse historico-critique rend plus difficiles à croire certaines affirmations dogmatiques, il incombe aux théologiens d'en tirer les conclusions, le scientifique devant faire abstraction des vérités qu'il accepte par foi. Et cela débouche sur la distinction entre le Christ de l'histoire et le Christ de la foi. Le premier est le Christ que « les sciences exégétique, philologique, historique étaient capables de reconstruire indépendamment de ce qui ne pouvait relever de ces sciences : les miracles, les aspects surnaturels de sa vie, les preuves historiques de sa résurrection ». Le Christ de la foi est l'image transmise aux générations à travers la foi, à commencer par celle des premiers compagnons de Jésus, transformant « en fils de Dieu leur maître crucifié », puis croyant à sa résurrection, lui attribuant des dimensions surnaturelles non démontrables scientifiquement mais enracinées chez les chrétiens « grâce à une foi surnaturelle, indicible, mais non pas moins forte  ».
Cette distinction entre le Christ de l'histoire et celui de la foi, Loisy ne l'a pas inventée mais, dit Poulat, l'a rendue « suspecte ». Contrairement à la théologie traditionnelle, seule est matière d'histoire non la résurrection du Christ en soi, mais la croyance en celle-ci.

#### De la mise en cause des dogmes à la «religion de l'humanité»
Mais ensuite les convictions de Loisy évoluent. D'après Poulat, son dilemme est le suivant : « Est-ce les yeux des disciples qui s'ouvriront, non pas, comme à Emmaüs, instantanément mais par étapes, ou bien l'humble réalité historique n'a-t-elle été qu'un tremplin pour le mouvement mystique qui porte l'humanité en avant ? ». Au début, toujours selon Poulat, Loisy pense pouvoir s'en tenir encore « à la première interprétation ». Il n'en va plus de même par la suite, « à mesure que se rétrécissait la base historique qu'il reconnaissait au christianisme naissant ».
Dans un essai autobiographique publié ultérieurement et intitulé « De la croyance à la foi », traduit en anglais par Maude Petre, le résumé introductif permet de penser que Loisy appelle « croyance » ses convictions catholiques au départ de sa vie, et « foi » ses convictions finales profondes. Il rappelle qu'il a été élevé dans le catholicisme et n'a jamais été adepte d'un rationalisme, parfois, dit-il, « sectaire », et qui met durement en cause le catholicisme en France. Mais il n'en est pas moins arrivé à une foi qui, « si elle attribue au christianisme une place éminente parmi les religions du monde, reconnaît aussi à toutes les religions anciennes, même les plus primitives, une part dans l'éducation des hommes, toutes ces religions lui semblant devoir finalement se fondre d'une manière ou d'une autre, dans une religion supérieure, adaptée aux besoins de l'humanité spirituellement unifiée ». L'avant-dernier paragraphe de cette courte autobiographie spirituelle s'intitule « Vers une religion de l'humanité ».

## Condamnation de Loisy et des autres modernistes

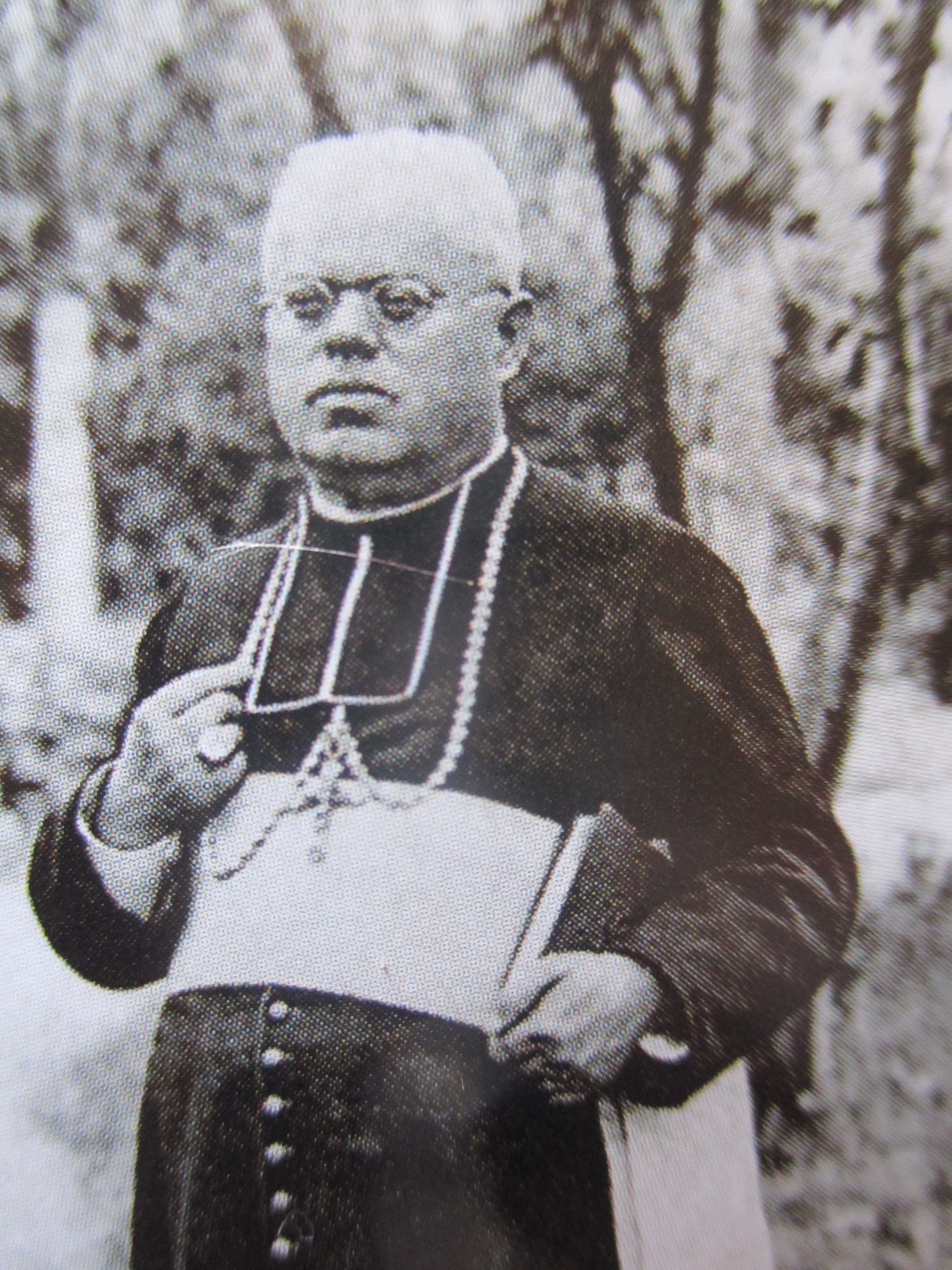
Lucien Lacroix (1855-1922), évêque républicain, prend, assez isolé, la défense de Loisy en 1903.

L'état d'esprit des « catholiques fidèles à la vieille tradition » apparaît dans un passage d'un article d'Arthur Loth publié dans La Vérité française et qui remet en cause les résultats de la critique exégétique.

### Lamentabili Sane Exitu
Le père Bouvier, l'un des théologiens qui ont écrit le mémoire transmis au Saint-Office en vue de la condamnation de Loisy, considère qu'il faut lui reprocher notamment d'« expliquer les livres saints en historien, en érudit ou en philologue, mais avec la prétention d'écarter toute préoccupation théologique ». Un autre théologien demeuré anonyme considère que cette tendance de Loisy est inacceptable car « doctrine et histoire ne se séparent pas ». Les livres de Loisy sont mis à l'index le 16 décembre 1903.
Loisy est défendu par certains évêques dont le prélat républicain Lucien Lacroix, bien introduit auprès de Pierre Waldeck-Rousseau et qui est à l'origine d'une intervention diplomatique de la France auprès du Saint-Siège faisant valoir « la pitoyable impression que ferait en France une condamnation et l'influence que cela pourrait avoir sur la politique actuelle  ». Lacroix, qui se surnomme plaisamment « l'évêque du modernisme », a une « vive conscience du décalage entre les besoins intellectuels de son temps et le niveau culturel du clergé français » et a créé en 1895 la Revue du clergé français, revue de vulgarisation des travaux de science religieuse rédigée par des prêtres et destinée au clergé, dans une perspective progressiste. L'évêque Lacroix démissionnera de son siège après la parution de l'encyclique Pascendi Dominici gregis en septembre 1907.
Le décret Lamentabili Sane Exitu, publié le 4 juillet 1907, dénonce les « excès » du protestantisme libéral sur lesquels Loisy fait déboucher l'exégèse scientifique. Le décret dresse une liste de propositions condamnées et rappelle deux principes : l'inerrance biblique (puisque Dieu est l'auteur de la Bible) et le fait que « l'interprétation des Écritures est soumise à l'autorité doctrinale de l'Église ». Il réaffirme l'authenticité des paroles attribuées à Jésus par les évangélistes, le fait que les paraboles n'ont pas été accommodées par les auteurs aux chrétiens de leur temps et que l'Évangile selon Jean doit être tenu pour historique. Il n'est pas permis d'affirmer que les évangiles n'ont pas posé la divinité de Jésus. Il n'est pas permis de dire que la résurrection du Christ ne serait pas un fait d'ordre historique ou que le Christ n'aurait pas institué les sacrements, n'aurait pas voulu fonder une Église ni qu'il y aurait eu un enrichissement progressif des croyances chrétiennes.
Pierre Grelot souligne que les propositions condamnées par le décret disent ce qui est condamnable, mais non pas que l'inverse absolu serait la doctrine catholique. Il existe une différence entre les propositions citées dans Lamentabili et les « erreurs anathématisées » dans les définitions conciliaires. Celles-ci sont précédées par un ample exposé de la doctrine catholique « de telle façon que, pour connaître les vérités définies, il faut prendre les propositions contradictoires de celles qui sont repoussées ». Pierre Grelot critique à cet égard le procédé par lequel Loisy ridiculise les propositions considérées comme condamnables et en déduit la proposition inverse, alors que ce n'est pas le but du document romain. Ainsi le décret condamne le fait de juger la résurrection du Christ comme un fait d'ordre surnaturel qui ne serait ni démontré, ni démontrable, mais seulement déductible d'autres faits. Loisy estime que la proposition contradictoire de cette proposition affirmerait que la Résurrection est un fait historique, non pas surnaturel, démontrable et démontré et non pas déduit d'autres faits.
Certains s'étonnent de la condamnation de Loisy à son époque, si l'on s'en tient à une réflexion de Nathan Söderblom, qui porte l'appréciation suivante : « L'Évangile et l'Église est la plus puissante apologie du catholicisme publiée depuis Newman ». De fait, on lui reproche d'avoir, dans L'Évangile et l'Église, réintroduit l'histoire dans l'« histoire sainte », en particulier d'avoir rendu son humanité à Jésus et même son judaïsme, contre la volonté qu'il prête à Harnack de l'helléniser ; d'envisager que la foi, tout du moins les croyances à travers lesquelles elle s'exprime, a évolué entre la période des contemporains de Jésus, la période post-pascale et la période des conciles christologiques (à l'appui de cette thèse, il mentionne les nombreuses hérésies qui se développent avant qu'on ne songe à fixer une orthodoxie) ; de présenter succinctement la théorie des deux sources à l'origine des évangiles synoptiques.
Il sépare le Jésus de l'histoire du Christ de la foi, à l'instar de David Strauss, et, spécificité catholique, le dogme de sa formulation. Le décret rappelle que « l'interprétation des Écritures est soumise à l'autorité doctrinale de l'Église catholique ». En cette période de haine antiprotestante, on l'accuse d'être crypto-protestant.

### Pascendi Dominici gregis

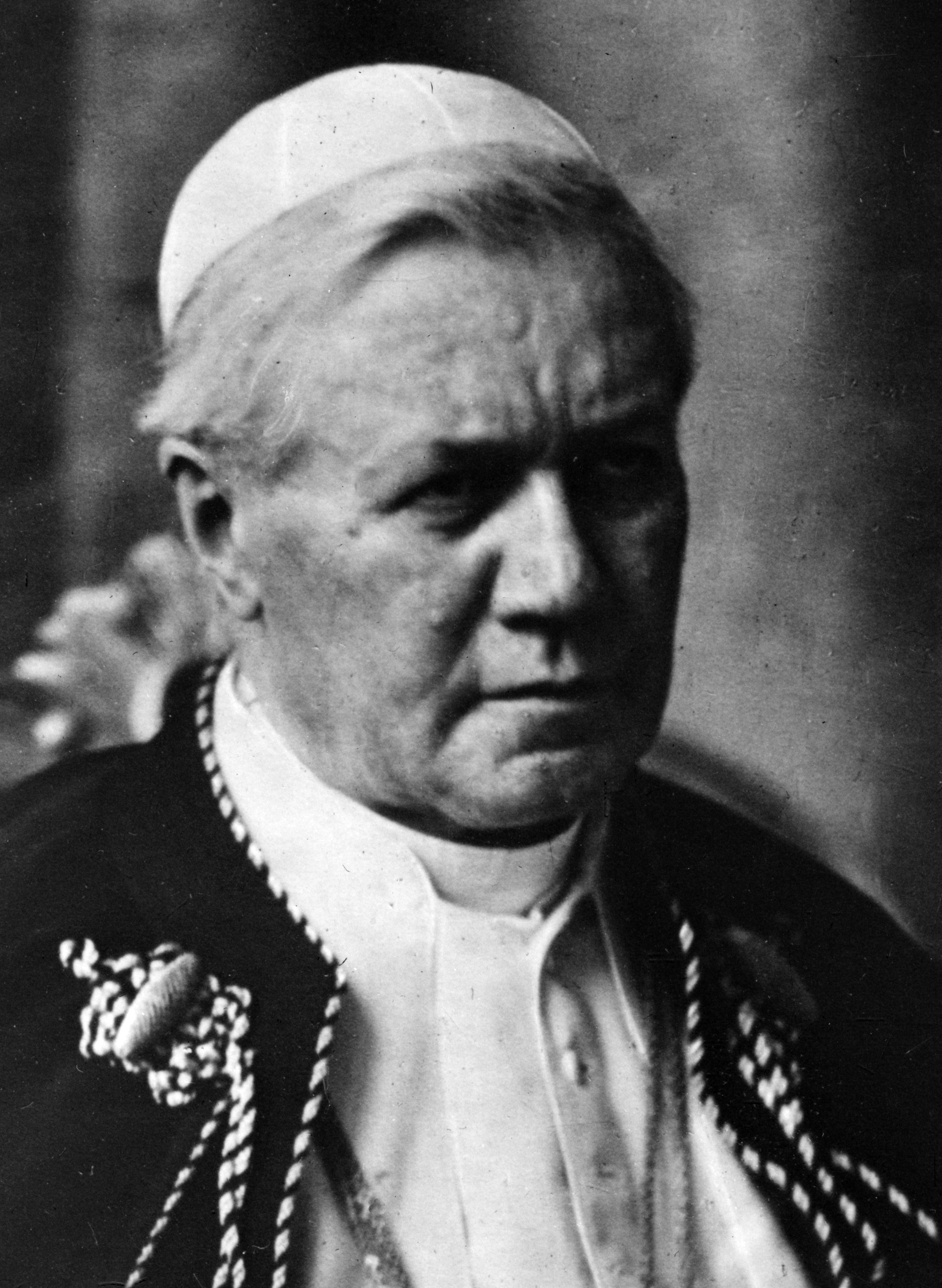
Pie X, pape de 1903 à 1914.

L'encyclique Pascendi Dominici gregis (8 septembre 1907) présente les « tentatives » de l'exégèse historico-critique comme des menées anticatholiques et identifie les tenants du modernisme comme des « ennemis intérieurs ». Elle condamne aussi l'idée d'une « égalité des religions », assimilant le modernisme au protestantisme et à l'athéisme.
Selon l'Église catholique, l'ensemble de ces déviances est une erreur philosophique. C'est la raison pour laquelle elle entend que l'on substitue à la philosophie moderne enseignée dans les universités et les séminaires le thomisme qui sera « le meilleur instrument contre le modernisme ». L'indépendance que les modernistes réclament pour la recherche scientifique (l'exégèse historico-critique) n'est qu'une apparence. Ils prétendent que cela n'empiète pas sur la théologie, mais en réalité leurs présupposés philosophiques ne peuvent qu'avoir des conséquences redoutables pour les dogmes.
Le premier volet de cette erreur est l'agnosticisme kantien, qui, bien qu'il procède d'une philosophie différente, rejoint le positivisme d'Auguste Comte. Loisy, qui n'est pas positiviste, a cependant écrit dans L'Évangile et l'Église ce qui pourrait être assimilé à du positivisme : que Dieu, bien que partout dans le monde et l'histoire, ne peut pas être l'objet d'une science car « il n'est pas plus un personnage de l'histoire qu'il n'est un élément du monde physique ».
Pour l'encyclique Pascendi, afin de ne pas renoncer à la foi, le modernisme doit la séparer radicalement de la recherche critique, qui « se déploie dans son ordre propre », moyennant quoi « le problème de Dieu reste disponible pour la foi et la théologie ». Le deuxième expédient pour ne pas renoncer à la foi est l'immanentisme religieux, confondant la foi avec « un besoin affectif, d'ordre vital », ce qui supprime la différence entre naturel et surnaturel, entre raison et révélation. La crise moderniste va provoquer des discussions sur la nature de l'acte de foi. Elle oblige à choisir entre l'exclusivisme intellectuel et affectif sans mettre en avant ce qui peut réunir les deux, soit le concept pascalien (et biblique) de « cœur » qui « domine la dualité de l'intellectuel et de l'affectif ».

### Condamnations et répressions de 1907 à la mort de Pie X
Loisy est accusé de ruiner l'Église de l'intérieur. Émile Poulat relève que le mot de « conjuration » n'est pas prononcé dans Pascendi mais que c'est le terme qui convient : l'encyclique parle d'hommes qui « trament du dedans la ruine de l'Église, avec des raffinements d'habileté, ennemis d'autant plus redoutables qu'ils le sont moins ouvertement. Ils se cachent en ce sens d'abord qu'ils n'exposent jamais leurs doctrines méthodiquement et dans leur ensemble, mais les fragmentent et les éparpillent insidieusement ; en ce sens aussi que nul ne veut paraître meilleur fils de l'Église qu'eux ».
L'encyclique ne rencontre pas d'opposition et ne suscite ni schisme ni contestation. Émile Poulat écrit : « Probablement n'y avait-il pas matière à dissidence : si le modernisme était perçu par l'orthodoxie comme le « carrefour de toutes les hérésies », il ne se présentait pas lui-même comme le principe d'une nouvelle hérésie, mais comme l'exigence d'une culture renouvelée. Beaucoup plus qu'un mouvement religieux avec son effervescence, il constituait un processus historique avec sa lenteur ».
Pie X a décidé de « prendre le risque de frapper également des innocents avec ses condamnations ». Le 7 mars 1908, Loisy est frappé d'excommunication vitandus (à éviter), puis de nombreux prêtres ou religieux se voient condamnés : Marie-Joseph Lagrange doit quitter l'École biblique de Jérusalem ; les Annales de philosophie chrétienne sont mises à l'index ; de même sont condamnés Romolo Murri en 1909, Ernesto Buonaiuti en 1910, Antonio Fogazzaro en 1911, Louis Duchesne en 1912, Lucien Laberthonnière en 1913. Il faut ajouter George Tyrrell, excommunié en 1907, et Henri Bergson en 1914.
Toute une série de mesures accompagnent ces condamnations : préférence donnée à l'enseignement de la philosophie scolastique dans les grands séminaires et les facultés catholiques, élimination des enseignants soupçonnés de modernisme, interdiction des livres, journaux et revues suspects, contrôle des congrès sacerdotaux comme ceux qui s'étaient réunis en France dans la mouvance de la démocratie chrétienne. L'efficacité de ce dispositif dépend d'une surveillance constante des paroles, voire des intentions, avec par exemple l'instauration d'un « conseil de vigilance » dans chaque diocèse.
La répression est complétée par le motu proprio Præstantia Scripturæ Sacræ du 18 novembre 1907, qui ajoute la sanction de l'excommunication contre tous les présumés modernistes.

### Création d'organismes de contrôle
L'Église se dote de diverses institutions formelles pour recadrer les « opinions erronées ». Ainsi la Commission biblique pontificale voit-elle le jour en 1902, suivie de l'Institut biblique pontifical (1909) puis de l'Institut scientifique pontifical.
Plus secrète, la Sapinière est un réseau d'espionnage et de délation regroupant prêtres, religieux et laïcs, fondé en 1909 par Umberto Benigni, prélat à l'antisémitisme notoire qui, une fois désavoué par Benoît XV, se tournera vers le fascisme. L'organisation sera dissoute en 1921 mais on trouvera les traces de son exercice jusqu'en 1946.

### Serment antimoderniste
En septembre 1910, Pie X publie un document qui constitue « le véritable sceau de son activité de chasseurs d'hérétiques » : le motu proprio intitulé Sacrorum Antistitum, autrement dit le « serment antimoderniste », qui incite à la suspicion et à la délation.
Le serment doit être prononcé et signé par le clergé, tous les professeurs au début de chaque année scolaire, les prêtres en charge pastorale et les clercs au moment de recevoir les ordres majeurs, ainsi que les professeurs de théologie.

## Autres acteurs de la crise moderniste

### Théologie de George Tyrrell

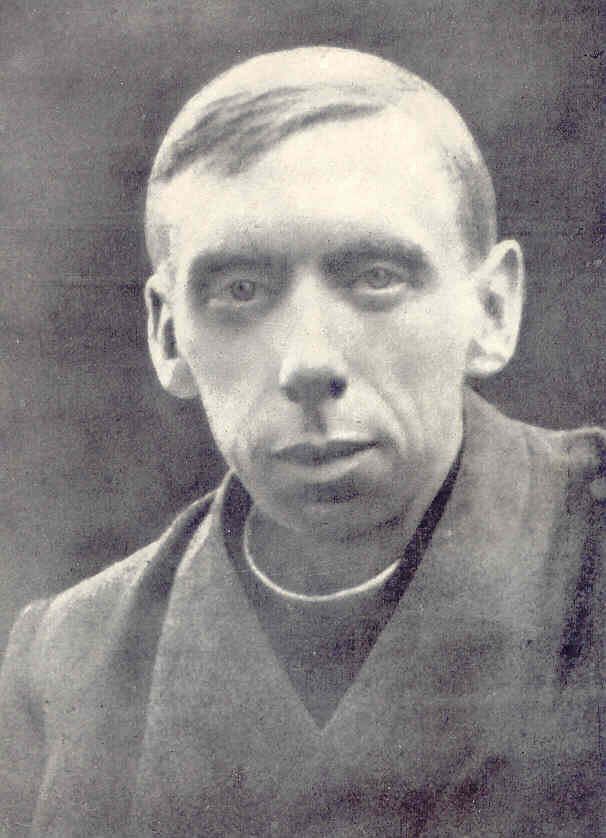
George Tyrrell (1861-1909).

George Tyrrell (1861-1909) admire Loisy parce que, à partir de son travail d'exégète, il parvient aux mêmes conclusions que lui, en particulier « sur le concept de révélation, les dogmes, l'expérience chrétienne, le rôle de l'Église hiérarchique et ses rapports avec les fidèles ».
Dans The Church and the Future (publié sous le pseudonyme d'Hilaire Bourdon), Tyrrell estime que la théorie de l'infaillibilité de l'Église est remise en cause par les nouvelles approche en matière de critique biblique : les quelques passages néotestamentaires qui la fondent peuvent être inauthentiques ou ajoutés au profit de cette théorie. Il estime aussi que ce n'est même pas le pape qui exerce l'infaillibilité mais les théologiens des congrégations romaines influencées par les écoles théologiques et qui constituent à ses yeux « le grand tyran de l'Église moderne  ».
Pour Tyrrell, la religion est esprit avant d'être doctrine. De l'esprit, aucun individu, « pas même le Christ », ne peut épuiser la richesse infinie. Il est inévitable que l'on tente d'exprimer cet esprit avec des formules et des symboles liés au langage ou à la philosophie d'une époque, ce qui suppose de les « enfermer dans un langage symbolique » : « sous le premier aspect […] le dogme est nécessairement une approche faillible de la vérité humaine ; sous le second aspect, c'est une approche de la vérité surnaturelle et éternelle  ».
En 1907, Tyrrell critique vivement l’encyclique Pascendi et est excommunié. Il renonce alors à assister à la messe et prône l’« excommunication salutaire » en souhaitant organiser un « fort noyau d’excommuniés qui constituerait une protestation vivante contre la papauté ». Dans une réplique au cardinal Mercier (1908), il dénonce le « médiévalisme du catholicisme actuel ».

### Affaire Lagrange

#### Marie-Joseph Lagrange
Le dominicain Marie-Joseph Lagrange (1855-1938) est le fondateur dans les années 1890 de l'École biblique et archéologique française de Jérusalem et de la Revue biblique, dont certains travaux seront interdits de publication en tant que suspects de « progressisme ».
Lagrange applique la méthode historico-critique à l'étude de la Bible, ce qui éveille les soupçons parmi plusieurs instances religieuses. Mais, à la différence de Loisy, il a développé sa critique exégétique dans le cadre du dogme et en s'appuyant sur la théologie, plus que contre elle. Meilleur théologien que nombre de ses adversaires, il sait utiliser l'exégèse et la théologie au service l'une de l'autre. Il est pourtant soupçonné de modernisme et accusé de rationalisme, en butte à la même défiance que Loisy, et connaît des interdits presque similaires. Il ne parviendra jamais à faire publier sa critique de la théorie documentaire de Julius Wellhausen. Cependant, la crise moderniste n'a pas les mêmes conséquences pour lui que pour Loisy, car il peut s'appuyer « sur la communauté de recherche qu'il avait fondée à Jérusalem » mais aussi sur le milieu de la Revue biblique.
Quand il quitte l'École biblique pour préserver son œuvre, qui ne sera jamais mise à l'index, son travail sur le Nouveau Testament, en particulier son commentaire de l'Évangile selon Marc, ne voit pas le jour.
Sa méthode sera condamnée par l'encyclique Spiritus Paraclitus du pape Benoît XV en 1920.

#### Lagrange face à Harnack et Loisy
Lagrange a tendance à voir dans les universitaires allemands de secs rationalistes et par contraste a noté chez Harnack « l'accent sincère d'un âme profondément religieuse  ». Il met aussi l'accent sur le contexte dans lequel a paru le livre de Harnack, soit une Allemagne où le texte des Écritures était abordé dans une démarche saturée de critique, et apprécie que Harnack montre qu'il existe, au-delà de la critique, un résidu. Pour lui la critique oblige à considérer que l'on ne peut retrouver dans l'Évangile « la description de l'Église telle qu'elle existe aujourd'hui, ni même l'expression définie de nos dogmes. Dans la controverse, la question est de savoir si le dogme et l'Église sont en germe dans le pur Évangile et si le développement du germe a été légitime ».
Quand paraît le décret Lamentabili Sane Exitu, il le publie dans la Revue biblique en donnant raison au Saint-Office tout en soulignant que rien n'est réglé pour autant.

#### Révélation et inhérence

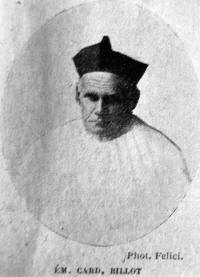
Louis Billot (1846-1931).

Deux conceptions de la Révélation et de l'inspiration s'affirment depuis longtemps à Rome. L'une reprend la théorie de la prophétie qui se trouve chez Thomas d'Aquin et soutient que la Révélation n'implique pas nécessairement la transmission de connaissances nouvelles directement par Dieu. L'homme reçoit la Révélation dans le langage qui lui est propre et dans le contexte socio-historique qui est le sien ; de ce fait, le prophète la répercute sous cet aspect. Le rôle du rédacteur ne touche pas seulement le contenu mais aussi la forme : « En s'exprimant à la mode de son temps, l'écrivain sacré enveloppait la révélation dans des conceptions, des images, des modes d'écriture, qui conféraient à ces énoncés une relativité par rapport à la vérité divine ». Cette conception est celle de l'exégèse progressiste, défendue entre autres par Lagrange.
L'autre approche est celle de Louis Billot (1846-1931). Celui-ci, dogmaticien, fidèle à la doctrine de l'inerrance biblique, considère qu'il faut partir de l'axiome théologique « Dieu est l'auteur de l'Écriture ». Les auteurs sacrés, directement inspirés par l'Esprit, n'ont pas pu choisir eux-mêmes le genre littéraire de leur livre car celui-ci spécifie la nature du document, et, si cette spécificité vient de l'auteur seul, Dieu n'en demeure pas moins l'auteur principal. Cette façon de voir constitue une forme d'« intransigeantisme ».
Lagrange et l'école progressiste distinguent le but religieux des textes et leur vérité selon l'histoire, ce que Billot refuse catégoriquement en considérant le christianisme comme une religion « entièrement fondée sur des faits historiques » consistant tout entière en « un grand fait historique ». Cette vision plaît à Pie X, qui le crée cardinal en 1911.

### Intervention de Maurice Blondel
L'implication du philosophe Maurice Blondel (1861-1949) dans le débat a commencé en 1896 avec la publication d'une série d'articles. Puis, après avoir longuement correspondu avec Alfred Loisy, Maurice Blondel, laïc catholique engagé, pressé par ses amis, se résout à intervenir en publiant un long article paru en trois parties dans La Quinzaine en janvier et février 1904 : Histoire et dogme. Les lacunes philosophiques de l'exégèse moderne. Or l'article était déjà entièrement rédigé avant la mise à l'index de cinq livres de Loisy le 16 décembre 1903 et Blondel demande à la revue de le faire savoir à ses lecteurs.
Comme Lucien Laberthonnière, Blondel admet que ni Dieu, ni ses interventions historiques ne sont des « faits historiques », alors que les apologistes catholiques sont unanimes pour affirmer que la divinité du Christ est un fait historiquement démontrable. En revanche, il y a des hommes qui croient en Dieu et en ses interventions, et ceci est un fait d'histoire.

#### Impasses de l'«extrincésisme» et de l'«historicisme»
Blondel oppose deux thèses artificiellement poussées à bout : l'« extrincécisme » et l' « historicisme ». Pour le philosophe, l'« extrincésisme », qui est la position du Magistère catholique et s'appuie sur l'inerrance biblique, n'est pas plus recevable que l'« historicisme » de Loisy, qui se fonde exclusivement sur le travail des historiens.
L'extrincésisme ne cherche dans les Écritures que les « majeures » des thèses théologiques. En somme, l'extrincésisme est indifférent à l'histoire. Au contraire, l'historicisme s'intéresse de près aux faits rapportés par les évangiles. L'historicisme considère que l'historien comme tel ne doit prendre en compte le surnaturel qu'à travers la foi des évangélistes. Blondel ne conteste pas ce principe mais la manière dont il estime que Loisy le fait jouer, car selon lui, il sépare dans les évangiles ce qui relève du témoignage historique et ce qui relève de la foi. Le témoignage historique est selon Loisy absent de l'Évangile selon Jean, et dans les Évangiles synoptiques il ne se trouve que dans une « couche primitive du texte ». Or, pour Loisy, seul ce témoignage permet de dire ce que Jésus a été réellement. L'historicisme exclut, en outre, toute compréhension rétrospective de ce qu'a été Jésus, comme ce que les disciples ont pu comprendre de lui, à partir de leur certitude qu'il était ressuscité.
Le lien entre l'histoire et les dogmes est rompu dans ces deux thèses extrêmes.

#### Solution de la Tradition
Or, pour Blondel, la foi se vit dans l'action et, si l'action se vit, il lui est essentiel de dire ce qui la porte et l'inspire. Le discours de la foi ne s'épuise jamais, car il y a toujours un vécu de celui-ci qui le déborde. Ce processus existe depuis les origines du christianisme avec des communautés disposant d'un savoir narratif du Christ mais déjà aussi d'une pratique qui se rattachait à lui. Le passage du vécu au connu se réalise par la médiation de la vie collective de la communauté chrétienne, le « travail lent et progressif alimenté par la foi et par la pratique de tous ». Le fidèle seul n'arriverait jamais à déchiffrer ce que Dieu lui dit, il a besoin de l'Église, du Magistère, « garantie supérieure et véritablement surnaturelle de la fidélité de la tradition au sens de la parole de Dieu ». Mais l'Église ne serait pas totalement vivante si chaque fidèle ne lui apportait sa contribution et le Magistère trouve son fondement naturel dans le « concours des forces de chaque chrétien et de toute la chrétienté ».

#### Blondel et Loisy
Émile Poulat considère que « la controverse la plus riche et la plus serrée qui se soit développée autour de L'Évangile et l'Église » vient du débat avec Blondel. Mais il estime aussi que Blondel n'est pas « entré vraiment dans les exigences historiques auxquelles Loisy devait satisfaire ».
Selon Poulat, Blondel met en cause les limites de la culture moderne tout en accueillant ce qu'elle comporte de positif. Il dénonce son insuffisance en visant à « l'ouvrir par le haut ». La démarche de Loisy est inverse : sensible à la critique à l'égard du catholicisme et de son extrincésisme, Loisy estime bénéfique de lui « faire traverser l'épreuve de la critique libérale ». La critique de Blondel s'éloigne de la théologie et de l'apologétique traditionnelles, ce qui lui vaut de frôler la condamnation.

### Romolo Murri et Ernesto Buonaiuti

#### Romolo Murri et l'action politique

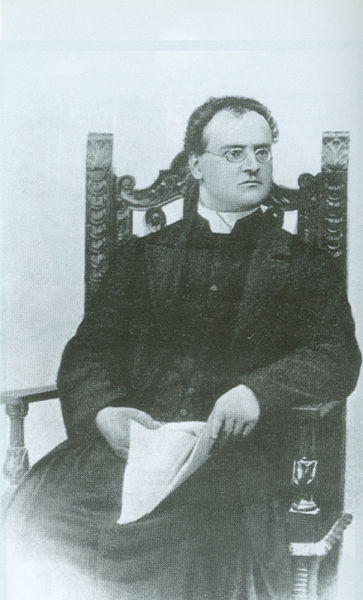
Romolo Murri (1870-1944).

Romolo Murri (1870-1944) voit d'abord l'Église comme « une réalité antagoniste de l'État bourgeois moderne ». À partir de 1900 et du Congrès catholique de Rome, il jette les bases d'un mouvement qui se veut politique et qui aura son journal mais c'est à ce moment, le 18 janvier 1901, que Léon XIII publie Graves de communi re où le pape rappelle que la démocratie chrétienne doit s'engager « seulement dans le social, en évitant toute action politique ».
Murri estime que la culture de l'Église n'est pas adaptée au monde contemporain. Il lit Blondel, Loisy, Tyrrell, tout en restant fidèle au thomisme. Il souligne que les manifestations du divin dans les Écritures sont celles d'un divin qui ne change pas mais ont en elles « quelque chose d'humain, de contingent, de relatif, de sujet à révision et à critique ».
Après la dissolution de l'Œuvre du Congrès par Pie X, Murri fonde en 1905 la Ligue démocratique nationale, confessionnelle et autonome par rapport à la hiérarchie. Pie X le vise nommément dans l'encyclique Pieni l'animo en 1906. Il est déclaré suspens en 1907, élu député en 1909. Isolé, battu aux élections suivantes, il se marie et devient journaliste. « Il meurt réconcilié avec l'Église, Pie XII n'ayant exigé de lui aucun désaveu de ses positions sociales et politiques passées ».

#### Ernesto Buonaiuti
Ernesto Buonaiuti (1881-1946) a reçu au séminaire de l'université pontificale du Latran l'enseignement d'un thomisme ouvert, dans la lignée de l'encyclique Æterni Patris. L'endroit est considéré comme un lieu de « fermentation du modernisme ». Francesco Faber, un autre professeur, enseignant la théologie sacramentaire puis la patristique, antiscolastique convaincu, le marque également.
Pour lui, la rénovation religieuse est le passage obligé de la rénovation sociale. À vingt ans, il écrit à Romolo Murri : le christianisme ne saurait servir de base à un programme politique. Brillant élément, il enseigne la philosophie à l'université du Latran avant même d'être ordonné prêtre. Il prend la succession, à 23 ans, d'Umberto Benigni comme professeur d'histoire du christianisme.
Buonaiuti entre à la direction de la Rivista storico-critica della scienze teologiche et y publie une série d'essais consacrés à l'apologétique, à la philosophie scolastique, à l'histoire des dogmes et à la philosophie de Blondel. Il épouse le point de vue de Loisy sur Jésus et écrit à l'exégète français qu'il a contribué plus qu'aucun autre à la renaissance chrétienne « parce qu'un Jésus prédicateur du Royaume et chargé d'espérance et d'attente eschatologique est le Jésus destiné à soulever dans nos esprits un nouvel épanouissement religieux ». Il reproche cependant à Loisy une certaine sécheresse spirituelle, de sorte que sa vive intelligence et son érudition ne lui semblent pas « vivifiées par la passion pour l'annonce religieuse », ce qu'il trouve au contraire chez Tyrrell. L'été 1906, il rend visite à Loisy. L'été 1907, à Tyrrell.
Bien qu'il jouisse de protections au sein de la curie romaine, la première mesure à son égard date d'octobre 1906, lorsqu'il est déchargé de son enseignement. C'est La Civiltà Cattolica qui mène l'offensive et principalement le père Enrico Rosa. Il s'en prend à Buonaiuti pour ses publications sur l'histoire des dogmes et sur la philosophie de Blondel, parmi d'autres penseurs suspects comme Paul Sabatier, Tyrrell, Loisy, Fogazzaro, dont le roman Le Saint (1905) prouve que les idées venues de France se répandent en Italie.

#### Modernisme théologique et politique en Italie

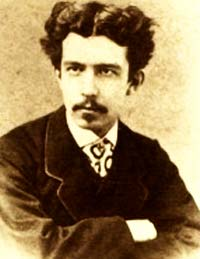
Antonio Fogazzaro (1842-1911).

Les textes de Loisy et Tyrrell se répandent en Italie. Il arrive que pour contourner la condamnation possible des revues citent de très longs passages des œuvres suspectes comme la Rivista delle riviste per il clero (la Revue des revues à l'adresse du clergé). La contestation théologique se distingue des nouvelles idées politiques comme celles de Romolo Murri, mais sans en être absolument séparée.
Toutes ces controverses finissent par être portées à la connaissance du grand public, déjà en 1905 avec la publication du roman de Fogazzaro, Le Saint, mais aussi avec parfois des articles de quotidiens comme le Corriere della Sera, qui écrit le 26 janvier 1903 que les idées modernistes vont s'imposer dans l'Église ne serait-ce que « dans un ou deux siècles ».
Les démocrates-chrétiens souhaitent que l'intervention de la hiérarchie romaine par rapport aux actions qu'ils mènent sur le terrain se limite aux problèmes bibliques et théologiques. Mais la hiérarchie estime que leurs demandes ont les mêmes fondements que pour Loisy et les autres, « c'est-à-dire la revendication de l'autonomie de la science, l'acceptation des exigences d'une modernité mal comprise qui semble mettre en cause l'autorité en tant que telle ».
Pour Émile Poulat, si le modernisme en France naît du besoin de combler un retard scientifique « dans le silence des bibliothèques et des cabinets de travail », il est en Italie inséparable d'une action de masse et de propagande ainsi que d'un désir d'émancipation « à l'égard d'une tutelle ecclésiastique plus lourde qu'ailleurs ».

#### Buonaiuti après 1907
Les modernistes italiens se retrouvent autour d'une revue, Il Rinnovamento, traitant de critique historique et de théologie ou de philosophie religieuse. Les différentes facettes du modernisme italien (implication dans la société et volonté d'émancipation vis-à-vis des autorités ecclésiales) s'y expriment. Ces modernistes entendent réformer l'Église et la culture religieuse.
En juillet 1907, Buonaiuti rencontre Friedrich von Hügel, et la même année publie anonymement Il programma dei moderniste. Risposta all'enciclica di Pio X « Pascendi dominici grenais » - manière d'exprimer sa liberté de critique en matière d'histoire du christianisme - en réponse à l'encyclique Pascendi Dominici gregis. Les auteurs, anonymes, sont condamnés pour les idées exposées, mais cette condamnation marque également une réaction contre ceux qui ont eu l'audace de répondre à une encyclique en donnant au pape des leçons de théologie mais aussi d'éducation ». Il est suspens a divinis pour sa participation à Nova et vetera, subit une nouvelle sanction disciplinaire en 1909 et doit cesser ses publications à la suite d'Essais sur la philologie et l'histoire du Nouveau Testament parus dans la revue Manuali di scienze religiose en 1910.
En 1915, il accède par concours à la chaire d'histoire du christianisme de La Sapienza. Ses relations avec les autorités vaticanes se dégradent. En 1921 il est excommunié après la publication de l'article Le esperienze fondamentali di Paolo. En 1924, il est réhabilité par le cardinal Pietro Gasparri, qui lui enjoint de ne plus enseigner ni publier. Il refuse. Tous ses ouvrages et écrits sont condamnés par la Congrégation du Saint-Office le 26 mars, puis (comme Loisy) il est excommunié vitandus, le 25 janvier 1925.
À la demande du Saint-Siège, il est destitué de sa chaire. Il poursuit alors son enseignement dans une salle prêtée par la YMCA de Rome. En 1929, à la suite des accords du Latran, il abandonne la soutane : avec à peine onze autres collègues (sur 1 200), il refuse de prêter le serment réclamé par le régime fasciste aux enseignants. Il se justifie par le passage 5:34-37 de l'évangile selon Matthieu. Buonaiuti est alors rayé des cadres de l'université. Un article des accords du Latran ayant trait aux prêtres apostats ou frappés de censure, rédigé particulièrement à son encontre, l'empêche de réintégrer son poste au lendemain de la Seconde Guerre mondiale.
Il rassemble une koinonia spirituelle formée avec ses étudiants. Nombre d'entre eux seront marqués par sa piété, parce qu'il a pu illustrer la « vocation prophétique du christianisme ». Il prépare ses disciples à une activité scientifique dont Loisy, en dépit de leur manque d'affinités, salue la qualité.
Buonaiuti donne de nombreuses conférences en Italie et à l'étranger, enseigne comme professeur invité à l'université de Lausanne à partir de 1935. Il s'y voit proposer une chaire d'histoire du christianisme conditionnée à son adhésion à l'Église calviniste, mais refuse, lié par un attachement malgré tout indéfectible à l'Église catholique. Entre 1935 et 1939, date à laquelle son passeport lui est retiré par les autorités italiennes, il vit en Suisse, où il approche les Églises réformées dont il assimile les valeurs qui alimentent ses préoccupations œcuméniques, sans renoncer au catholicisme.
En 1942 et 1943, il fait paraître son Histoire du christianisme en trois volumes et, l'année suivante, le 17 mai, le Saint-Office condamne et inscrit à l'index tous ses ouvrages et écrits publiés depuis 1924. Il édite encore son autobiographie, Pellegrino di Roma (Pèlerin de Rome), en 1945 avant de s'éteindre l'année suivante.

### Modernisme «de gauche»

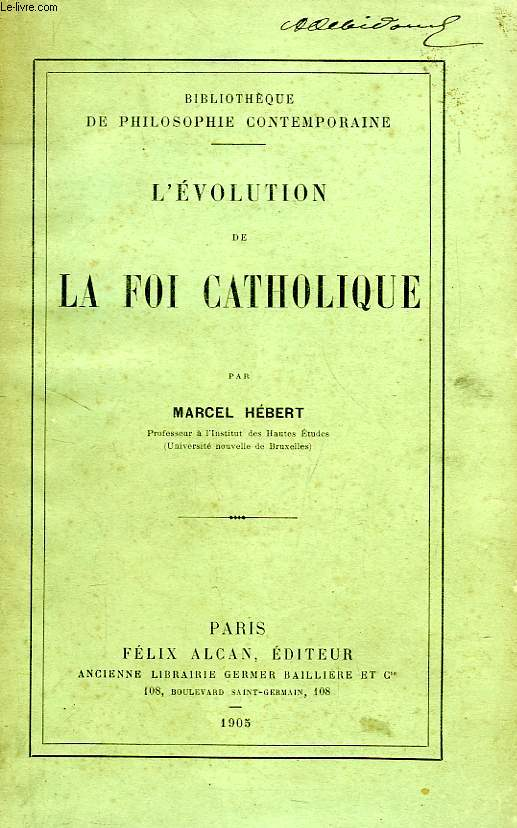
L'ouvrage-clé de Marcel Hébert.

Par « modernisme de gauche » la littérature historique ne vise pas une quelconque orientation politique ou sociale du courant moderniste mais la position des auteurs en fonction de leur éloignement à l'égard de la foi chrétienne classique. C'est ainsi que Marie-Joseph Lagrange est considéré comme « de droite », Alfred Loisy « du centre » dans la mesure où il est resté longtemps fidèle à cette foi classique tandis que Albert Houtin et Marcel Hébert rompent leurs relations tant avec cette foi classique qu'avec l'Église catholique.

#### Marcel Hébert
Marcel Hébert marque « le moment de la spiritualisation du mythe avec le passage du Messie à la Sagesse personnifiée de Paul et au Logos de Jean », en d'autres termes une hellénisation du mode de penser juif. Son programme est celui d'une sorte de démythologisation qui s'efforce « d'extraire de l'antique image d'un Dieu personnel ce qu'elle renfermait de vrai, à savoir la foi au Bien, à l'Idéal, et de sauvegarder vivante, joyeuse et efficace cette foi, tout en renonçant à l'image elle-même, survivance de la vieille idolâtrie, superstition introduite avec bien d'autres par l'esprit oriental dans le christianisme ».
Il s'agit ici d'une rupture bien plus nette avec la foi chrétienne classique que chez Loisy. Hébert écrit : « Il ne s'agit point de rompre avec les formes religieuses objectives, traditionnelles : l'Évangile, l'Église […]. Mais il s'agit de ne pas transformer ces formes en fétiches; il s'agit […] d'appeler loyalement image, l'image, légende la légende, de laisser chacun libre de symboliser, selon son tempérament, son sens religieux… ».

#### Joseph Turmel
Joseph Turmel a applaudi à la parution de L'Évangile et l'Église, se réjouissant que la question de l'évolution des dogmes soit discutée dans l'Église, mais, selon Poulat, cela ne traduit que très superficiellement ses sentiments. Le 18 mars 1886, moins de quatre ans après son ordination, il avait cessé de croire « au Dieu créateur et au Dieu du christianisme ». Turmel écrira dans Comment j'ai donné congé aux dogmes (1935) : « Depuis plusieurs mois, la foi ne vivait plus dans mon esprit, mais c'est ce jour-là que j'ai constaté sa mort et que, averti par la putréfaction, j'ai expulsé de mon âme son cadavre ».
Turmel compare le livre de Loisy à un cheval de Troie qui contrairement à son modèle a vu ses flancs percés dès son introduction dans « la citadelle chrétienne ». Poulat explique la « sincérité émouvante et brutale » avec laquelle il reste dans l'Église, « prêtre malgré elle, totalement affranchi à l'égard de celle qui avait dupé sa jeunesse et consacrant toutes ses forces à la combattre ». Il existe une « incompatibilité absolue » entre la façon dont L'Évangile et l'Église voit l'avenir du catholicisme et Turmel, qui, contrairement à Loisy, voit l'Église « figée dans un état définitif de son développement et condamnée par la science ». De sorte que Turmel imagine plus tard un Loisy agissant par tactique pour « tromper la surveillance de la hiérarchie et anéantir les dogmes ».
Le but de Turmel est non de réformer l'Église mais « de la détruire. », ce qui fait qu'il n'est que circonstanciellement lié à la tentative moderniste.

#### Albert Houtin
Albert Houtin a publié La Controverse sur l'apostolicité des Églises de France puis La Question biblique chez les catholiques de France au XIXe siècle, avant de s'interroger sur La Question biblique chez les catholiques de France au XXe siècle. Il a soumis les épreuves de ce dernier ouvrage à Loisy, notamment cette citation de Autour d'un petit livre : « L'histoire ne saisit que des phénomènes, avec leur succession et leur enchaînement ; elle perçoit la manifestation des idées et leur évolution ; elle n'atteint pas le fond des choses ».
C'est sur ce bout de phrase à propos du « fond des choses » que la discussion est la plus difficile entre les deux auteurs. Loisy nie l’historicité de la résurrection de Jésus en elle-même, et non pas sa réalité fondée sur la foi des apôtres (ce qu'il appelle précisément « le fond des choses »). Or Houtin affirme que Loisy ne fait cette distinction que pour dissimuler qu’il n'y croit pas non plus. Comme Houtin estime en outre que cette position met Loisy en contradiction avec ce que définit l'Église, Loisy lui objecte que l'Église n'a « jamais défini qu'on peut faire la preuve historique de la conception virginale etc. Dites, si vous voulez, que l'Église infaillible tient pour des faits réels la conception virginale, la résurrection »…
Toutefois, selon Houtin, Loisy lui aurait fait quelques confidences en mars 1907 : Loisy aurait déclaré qu'il ne croyait « ni en Dieu, ni au divin, ni à la vie future, ni au libre-arbitre ; rien de surnaturel, rien de spiritue ». Le choc produit sur Houtin par ces révélations est énorme.
Houtin reste fidèle jusqu'à sa mort au théisme, en ne croyant plus à aucune religion révélée, considérant qu'Hébert et Loisy communient « dans un symbolisme emprunté par le premier au second », encore que Loisy se défende « de toute parenté d'esprit avec Hébert ».

## Personnalités «modernistes»

### France

#### Auteurs accusés de modernisme
- Albert Condamin (1862-1940), jésuite, bibliste et exégète, condamné pour sa traduction critique du Livre d'Isaïe. Il a découvert l'existence d'un second recueil, nommé depuis le « second Isaïe ».
- Marcel Hébert (1851-1943), prêtre, directeur de l'école Fénelon, auteur de l'Essence du Catholicisme (1907), où, en philosophe kantien, il tente, lui aussi, une réponse à Harnack avec une interprétation de la dogmatique catholique en termes symbolo-fidéistes. Il se défroque en 1803 et enseigne à l'Université libre de bruxelles.
- Albert Houtin (1867-1926), prêtre, auteur d'une Courte histoire du christianisme paru en 1924. Il avait précédemment produit un ouvrage montrant l'aspect légendaire des origines apostoliques de l'église de France[122], en particulier la réfutation des déclarations d'un évêque affirmant l’évangélisation de la Provence par Lazare et ses sœurs Marthe et Marie ou encore la légende de René d’Angers.
- Lucien Laberthonnière (1860-1932), prêtre oratorien, philosophe et théologien, interdit de publication en 1913, mis à l'Index dès le 5 avril 1906 pour 2 livres Essais de philosophie religieuse de 1903 et son Le Réalisme chrétien et l'idéalisme grec.
- Marie-Joseph Lagrange, (1855-1938), dominicain, exégète et théologien catholique, fondateur de l'École biblique et archéologique française de Jérusalem et de la Revue biblique.
- Alfred Loisy (1857-1940), prêtre, théologien et exégète. La publication de son ouvrage L'Évangile et l'Église en 1902 déclenche la crise moderniste et il est excommunié en 1908.
- Dalmace Sertillanges (1863-1948), dominicain, rénovateur de la philosophie thomiste et créateur de la Revue thomiste, démis de sa chaire de l'Institut catholique et exilé aux Pays-Bas en 1924.
- Joseph Turmel (1859-1943), prêtre, auteur prolifique, historien des dogmes, rénovateur de la théologie positive, il est excommunié en 1930.

#### Soutiens des modernistes, sinon leurs thèses
- Henri Bremond (1865-1933), jésuite, historien et critique littéraire, proche de George Tyrrell.
- Louis Duchesne, (1843 - 1922), prélat français, philologue et historien français, qui fut directeur de l'École française de Rome et membre de l'Académie française. Son Histoire ancienne de l'Église fut mis à l'Index en 1912[123].
- Léonce de Grandmaison, (1868 - 1927), jésuite et théologien français
- Lucien Lacroix, (1855 -1922), évêque de Tarentaise, l'« évêque des modernistes »[30]
- Eudoxe Irénée Mignot, (1842 - 1918), prélat français, évêque de Fréjus puis archevêque d'Albi, qui soutint Alfred Loisy[124].

### Grande-Bretagne
- Friedrich von Hügel, (1852-1925), exégète et philosophe catholique de grande influence sur le courant modernisme.
- Maude Petre (1863-1942), religieuse catholique, auteur moderniste proche de Hügel et de Tyrrell.
- George Tyrrell (1861-1909), anglican converti au catholicisme et devenu jésuite.

### Italie
- Ernesto Buonaiuti, (1881-1946), prêtre catholique, historien du christianisme, philosophe de la religion et théologien, considéré comme la figure de proue du modernisme italien.
- Antonio Fogazzaro (1842-1911), écrivain et poète dont la parution en 1905 du roman Il Santo (Le Saint) - qui reprend les problèmes théologiques abordés par Tyrell et Loisy mais donne aussi une idée plus large de ce courant et n'en ignore pas « la polyvalence, ou la polysémie »[125] - a un grand retentissement international. Ce roman, qualifié de « Divine comédie du modernisme »[126], est probablement inspiré du prêtre mystique moderniste Brizio Casciola (it) (1871-1957).
- Umberto Fracassini, (1862-1950), directeur du séminaire de Pérouse, participe à la rénovation des études bibliques et historio-religieuses en Italie[127].
- Giovanni Genocchi (1860-1926), exégète, missionnaire du Sacré-Cœur d'Issoudun, personnage influent entretenant des relations dans les cercles cultivés européens ainsi qu'à la Curie[128].
- Salvatore Minocchi (it) (1869-1943), professeur d'hébreu à Florence, figure de proue de l'exégèse progressiste italienne, fondateur en 1901 de la revue Studi Religiosi qui relaie les travaux de Loisy et de la critique allemande, inaugurant les études bibliques en Italie. La revue est suspendue en 1907. Minnocchi refuse de se soumettre aux décrets antimodernistes[129].
- Romolo Murri, (1870-1944), prêtre cofondateur de la Démocratie chrétienne ;
- Giovanni Pioli, (1877-1969), prêtre catholique, figure centrale du libéralisme religieux
- Giovanni Semeria (1867-1931), prêtre barnabite, écrivain, prédicateur et collaborateur de Minocchi, promoteur du développement intellectuel du clergé et de l'action sociale[129] ; très lié à Von Hügel, il est considéré par ses adversaires comme l'un des leaders du modernisme italien[130].

### États-Unis
- John R. Slattery (1851-1926), prêtre et provincial joséphite, attaché à l'évangélisation des afro-américains, défenseur l'américanisme[131], il perd la foi et quitte son état religieux en 1906 et s'engage en compagnie d'Albert Houtin et Paul Sabatier dans les polémiques ecclésiales[132] ;
- Denis J. O'Connell (en) (1847-1927), prêtre puis évêque de Richmond, il défend l'américanisme à Rome dans les années 1890 avant de devenir anti-moderniste lorsqu'il prend la direction de l'Université catholique d'Amérique en 1903[132] ;
- William L. Sullivan (1872-1935), prêtre pauliste, il publie anonymement en 1910 des Letters to His Holiness Pope Pius X by a Modernist (Lettres à Sa Sainteté le pape Pie X par un Moderniste) puis en 1911 une autobiographie The Priest, A Tale of Modernism in New England (Le Prêtre, un récit du modernisme en Nouvelle Angleterre) et quitte l'Église catholique pour rejoindre une église unitarienne[133] ;
- Joseph McCorley (1874-1963), prêtre pauliste, sert d'agent littéraire à George Tyrell[133].

## Publications «modernistes»

### Ouvrages
- Alfred Loisy, La Crise de la foi dans le temps présent Texte inédit publié par François Laplanche, p. 37-504, suivi des études de François Laplanche, Une Église immuable, Une époque en mouvement, p. 507-551, Rosanna Clappa, La Réforme du régime intellectuel de l'Église catholique, p. 553-585, Christoph Theobald L'Apologétique historique d'Alfred Loisy : Enjeux historiques et théologiques d'un livre inédit, p. 587-693, Brepols, Turnhout, 2010.
- Œuvre de Loisy en ligne : L'Église et la France

### Presse
- Annales de philosophie chrétienne[134]
- Demain[134]
- La Justice sociale[134]
- La Quinzaine[134]
- Revue du clergé français[134]
- Revue d'histoire et de littérature religieuse[134]
- La Vie catholique[134]

### Ouvrages en langue française
- Claus Arnold et Giacomo Losito (éd.), La Censure d'Alfred Loisy (1903) : Les documents des congrégations de l'Index et du Saint-Office, Cité du Vatican, Libreria Editrice Vaticana, 2009  (ISBN 978-88-209-8318-5)
- Ilaria Biagioli, François Laplanche, Claude Langlois (eds), Autour d'un petit livre. Alfred Loisy cent ans après, Paris, Brepols, 2007
- André Boland, La Crise moderniste hier et aujourd'hui, Beauchesne, coll. « Le point théologique », Paris, 1980  (ISBN 2-7010-0033-5) ; texte partiellement en ligne
- François Chaubet, Catholicisme et monde moderne aux XIXe et XXe siècles : Autour du « modernisme », Éditions universitaires de Dijon, 2008 (ISBN 978-2-915611-09-0)
- Pierre Colin, L'Audace et le Soupçon : La crise du modernisme dans le catholicisme français (1893-1914), Desclée De Brouwer, 1997 (ISBN 9782220038537)
- Étienne Fouilloux, Une Église en quête de liberté : la pensée catholique française entre modernisme et Vatican II (1914-1962), Desclée de Brouwer, 1998, 325 p. (ISBN 978-2-220-04227-5)
- Maurilio Guasco (trad. de l'italien par Jean-Dominique Durand), Le Modernisme : Les faits, les idées, les hommes, Desclée De Brouwer, 2007 (ISBN 978-2-220-05781-1, présentation en ligne)
- François Laplanche, La Crise de l'origine : L'Histoire et la science catholique des Évangiles au xxe siècle, Albin Michel, coll. « Bibliothèque de l'évolution de l'humanité », 2006 (ISBN 978-2-226-38022-7, présentation en ligne)
- René Marlé, Au cœur de la crise moderniste, Aubier, 1960, rééd. Aubier, 1992,  (ISBN 2700740750 et 9782700740752).
- Bernard Montagnes, Exégèse et obéissance. Correspondance Cormier-Lagrange, 1904–1916, Gabalda, coll. « Les Études bibliques », no 11, Paris, 1989
- Bernard Montagnes, Marie-Joseph Lagrange, une biographie critique, Paris, Cerf, 2004, 625 p. (ISBN 2-204-07228-1, présentation en ligne)
- Jacques Musset, Sommes-nous sortis de la crise du modernisme ? : Enquête sur le XXe siècle catholique et l'après-concile Vatican II, Karthala, coll. « Sens et Conscience », 2017 (ISBN 978-2-8111-1745-0)
- Jean-François Petit (dir.), La crise moderniste revisitée : Actes du colloque des 12 et 13 février 2019 (Institut catholique de Paris), Karthala, coll. « Sens et Conscience », 2019 (ISBN 978-2-8111-2676-6)
- Émile Poulat,Critique et mystique. Autour de Loisy ou la conscience catholique et l'esprit moderne, Centurion, Paris, 1984. (ISBN 2-227-31057-X)
- Émile Poulat, Histoire, dogme et critique dans la crise moderniste, Paris, Albin Michel, coll. « Bibliothèque de l'évolution de l'humanité », 1996, 739 p. (ISBN 2-226-08464-9)
- François Rodé, Le miracle dans la controverse moderniste, Éditions Beauchesne, 1965, texte partiellement en ligne
- Louis-Pierre Sardella, Regards sur la crise moderniste en France : Une Église intangible dans un monde en mouvement, Karthala, 2018 (ISBN 978-2-8111-1958-4, présentation en ligne)
- Christoph Theobald, Jean Greisch et Karl Neufeld, De la crise contemporaine du modernisme à la crise des herméneutiques, Éditions Beauchesne, 1973, texte partiellement en ligne
- Christoph Theobald, Selon l'esprit de sainteté, Collection Cogitatio Fidei - No 296, Cerf, Paris, 2015.
- Claude Tresmontant, La Crise moderniste, Seuil, 1979

### Autres langues
- (it) Claus Arnold, Giovanni Vian (eds), La condanna del modernismo. Documenti, interpretazioni, conseguenze, Rome, Viella, 2010
- (it) Ilaria Biagioli, Alfonso Botti, Rocco Cerrato (edd.), Murri e i murrismi in Italia e in Europa, Urbino, QuattroVenti, 2005
- (it) Don Lorenzo Bedesh, Riforme religiose et curia Romana all'inizio del secolo, Milan, 1968
- (it) Don Lorenzo Bedesh, Il modernismo e Romolo Murri in Italia, Parme Guanda, 1968
- (it) Maurilio Guasco, Il modernismo. I fatti, le idee, i personnaggi, Milano, Edizioni San Paolo, 1995
- (en) Harvey Hill, Louis-Pierre Sardella et C. J. T. Talar, By Those Who Knew Them : French Modernists Left, Right, and Center, Washington D.C., Catholic University of America Press, 2008 (ISBN 978-0-8132-1537-2)
- (en) Lester R. Kurtz, The politics of heresy: the modernist crisis in Roman Catholicism, University of California Press, 1986, extraits en ligne
- (en) William L. Portier, Divided Friends : Portraits of the Roman Catholic Modernist Crisis in the United States, The Catholic University of America Press, 2013 (ISBN 978-0-8132-2164-9)
- (it) Pietro Scoppola, Crisi Modernista Rinnovamento cattolico in Italia, Bologne, 1961

### Articles
- Frédéric Amsler, « Pourquoi Rome ne pouvait pas ne pas condamner Alfred Loisy », université de Lausanne, 2008
- Philippe Boutry, « L'Église et la civilisation moderne de Pie IX à Pie X », École française de Rome, 1989
- Luc Courtois, « Aux origines de la crise moderniste en Belgique : une dénonciation anonyme de l'exégète Paulin Ladeuze (février 1903) », dans P. Delsaerdt, H. Schwall, D. Vanysacker, J.-P. Delville (éds.), The Quintessence of Lives : Intellectual Biographies in the Low Countries presented to Jan Roegiers, Turnhout, Brepols, 2009 (ISBN 978-2-503-53210-3), p. 485-504
- Lúcio da Veiga Coutinho, Tradition et histoire dans la controverse moderniste (1898-1910), Volume 73 de Analecta Gregoriana, éd. Pontificia Università Gregoriana, 1954,  (ISBN 8876520511 et 9788876520518), texte partiellement en ligne
- (en) Daniel L. Donovan, « Church and Theology in the Modernist Crisis », Proceedings of the Catholic Theological Society of America, no 40,‎ 1985, p. 145-159 (lire en ligne, consulté le 12 mai 2017)
- Guglielmo Forni Rosa,Mythe et science dans la philosophie de la religion de l'âge moderne, in Revue de l'histoire des religions, 2/2003
- Pierre Gibert, Claude Langlois, Giacomo Losito, Christoph Theobald, François Euvé, dans La Crise de la foi dans le temps présent (Actualité de la pensée d'Alfred Loisy), Journée d'étude février 2012, Centre Sèvres- Facultés jésuites de Paris, Médiasèvres, 2012, Rhéologie, no 171, Paris 2012.
- Bernard Montagnes, « Les séquelles de la crise moderniste. L'École biblique au lendemain de la Grande Guerre », Revue thomiste, XCVIIIe année, T. XC, no 2, 1990.
- Marcel Neusch, « Il y a un siècle, la crise moderniste », La Croix, 29 décembre 2007
- Christoph Theobald, « Du nouveau dans la recherche sur le "modernisme" », Recherches de science religieuse, 2011, cairn.info
- Actualité de la crise moderniste : Le cas Loisy et la crise moderniste dans Médiapart, 10 avril 2013.
- Du modernisme à la crise dans l'Église, débat entre Jean Madiran et Émile Poulat dans les archives de La Nef